# Spielfeld-Straß–Trieste Centrale-vasútvonal
A Spielfeld-Straß–Trieste Centrale-vasútvonal egy normál nyomtávolságú, nagyrészt kétvágányú, villamosított nemzetközi vasútvonal az osztrák Straß in Steiermark és az olasz Trieszt között, miközben áthalad Szlovénián.